# Tybble (småort)
Tybble är en småort i Askers socken i Örebro kommun i Närke. Tybble ligger strax väster om Askerby, en mil sydost om Örebro.